# Small Town Girl (álbum)
Small Town Girl é o primeiro álbum da cantora country americana Kellie Pickler, lançado em 31 de Outubro de 2006.
O álbum teve produção de Blake Chancey, foi lançado pela BNA Records e seus três singles  alcançaram o Top 20 da parada americana Billboard Hot Country Songs.
O álbum foi certificado Ouro em 18 de Janeiro de 2007.

## Faixas
1. "Red High Heels" (Kellie Pickler, Chris Lindsey, Aimee Mayo, Karyn Rochelle) - 3:43
2. "Gotta Keep Moving" (Steve McEwan, Angela Lauer) - 3:31
3. "Things That Never Cross a Man's Mind" (Tim Johnson, Don Poythress, Wynn Varble) - 3:11
4. "Didn't You Know How Much I Loved You" (C. Lindsey, Mayo, Troy Verges) - 4:07
5. "I Wonder" (Pickler, C. Lindsey, Mayo, Rochelle) - 3:57
6. "Small Town Girl" (Pickler, C. Lindsey, Mayo) - 4:25
7. "Wild Ponies" (C. Lindsey, Mayo, Rochelle) - 4:14
8. "Girls Like Me" (Marv Green, C. Lindsey, Hillary Lindsey, Mayo) - 3:47
9. "I'm on My Way" (Sally Barris, Ashley Monroe, Liz Rose) - 4:36
10. "One of the Guys" (Pickler, C. Lindsey, Mayo, Rochelle) - 3:27
11. "My Angel" (Pickler, C. Lindsey, Mayo) - 3:19

## Singles
- "Red High Heels" (2006)
- "I Wonder" (2007)
- "Things That Never Cross a Man's Mind" (2007)

## Performance em Charts
Small Town Girl debutou na #9 posição na parada americana Billboard Hot 200 e alcançou o topo da parada Country da Billboard vendendo cerca de 80 000 cópias na primeira semana, desde então, o álbum vendeu cerca de 906 000 cópias.
Pickler é a segunda participante do American Idol a possuir um álbum número um no Billboard Country Albums Chart, a primeira foi Carrie Underwood. Em Novembro de 2007, Small Town Girl retornou ao Billboard 200 na posição #144.
| Chart (2006)                   | Posição |
| ------------------------------ | ------- |
| EUA Top Country Albums         | 1       |
| Billboard Comprehensive Albums | 9       |
| EUA Billboard 200              | 9       |
| Canada Top Country Albums      | 12      |
| United World Chart             | 24      |

## Links
- KelliePickler.com